# Jean-Jacques Scherrer

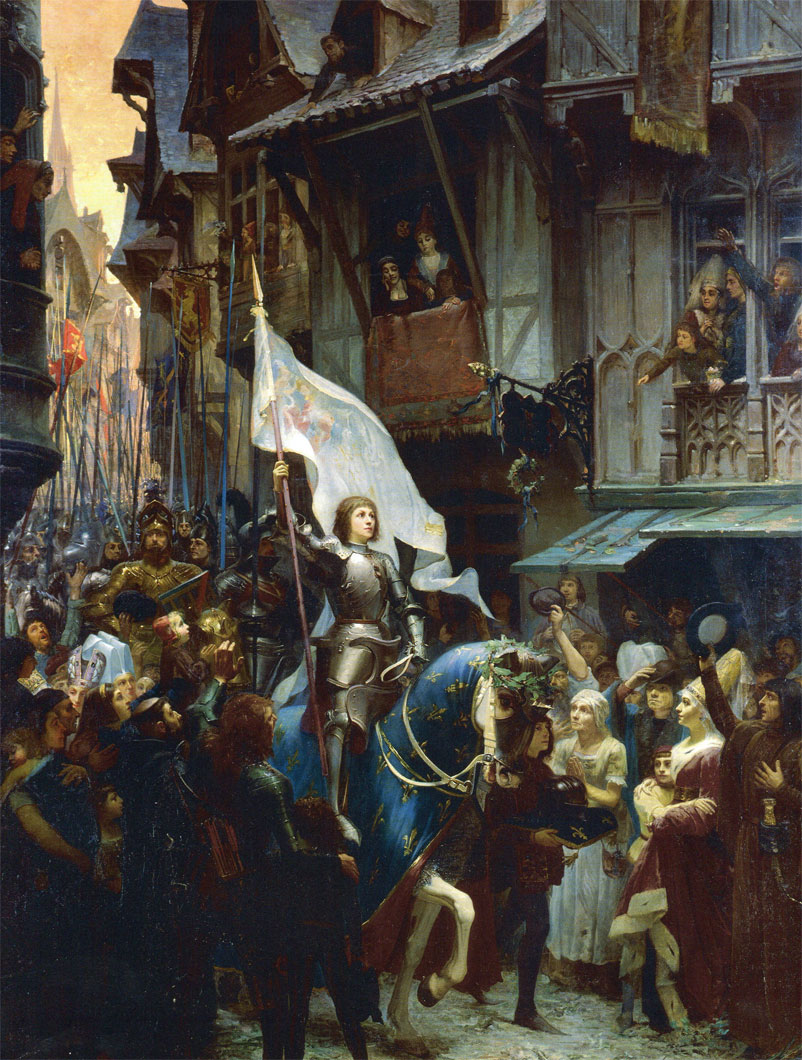
L'entrée de Jeanne d'Arc à Orléans

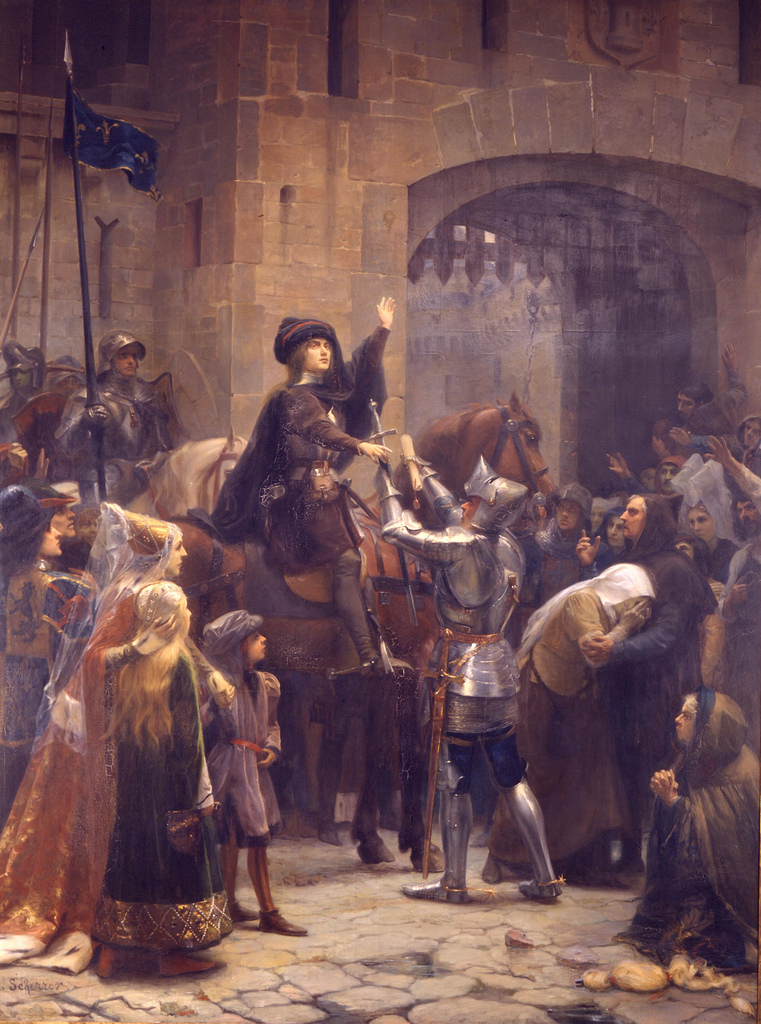
Départ de Jeanne d'Arc de Vaucouleurs

Jean-Jacques Scherrer (* 29. September 1855 in Lutterbach, Département Haut-Rhin; † 16. Mai 1916 in Paris) war ein französischer Maler elsässischer Herkunft. 

## Leben
Als 1871 mit dem Frieden von Frankfurt der Deutsch-Französische Krieg beendet worden war, votierte Scherrer für die französische Staatsbürgerschaft. Noch im selben Jahr ging er nach Paris und wurde Schüler in der Werkstatt des Bildhauers Pierre-Jules Cavelier (1814–1894). 
Später wechselte er an die École des Beaux-Arts (EBA) und wurde dort u. a. durch Alexandre Cabanel unterrichtet. Durch dessen Förderung wurde Scherrer 1877 aufgefordert, an der großen Jahresausstellung des Salon de Paris teilzunehmen. 
1880 heiratete Scherrer in Paris Mathilde Haquette, eine Porzellanmalerin der Porzellanmanufaktur Sèvres, und hatte mit ihr zwei Kinder, Lucie-Marthe (1884–1979) und Jean (1887–1905). 
Scherrer starb im Alter von nicht ganz 61 Jahren am 16. Mai 1916 in Paris und fand seine letzte Ruhestätte auf dem Cimetière de Gentilly (13. Arrondissement).

## Ehrungen
- 1889 Bronzemedaille auf der Weltausstellung in Paris für sein Porträt Isabeau de Bavière.
- 1900 Bronzemedaille auf der Weltausstellung in Paris für die Ausgestaltung des Kiosks der „Société d’exploration industrielle des tabacs et des allumettes“.
- Ritter der Ehrenlegion.

## Werke (Auswahl)
- L'assassinat du maréchal Brune. 1881.
- Beaurepaire, le capitulation de Verdun, le 2 septembre 1792. 1883.
- L'entrée de Jeanne d’Arc à Orléans.
- Isabeau de Bavière. 1889.
- Charlotte Corday.
- Rouget de L'Isle composant la Marseillaise.